# Monster (canción de Skillet)
«Monster» es una canción de la banda estadounidense de rock Skillet. Es el primer sencillo del álbum Awake, el cual fue lanzado a la radio el 14 de julio de 2009. La canción fue escogida como parte de la banda sonora del evento de la WWE Hell in a Cell.
El sencillo fue certificado platino vendiendo más de 1 millón de copias en todo el mundo y siendo parte del top 5 del Active Rock Radio, y el video cuenta con más 450 de millones de visitas en Youtube.
- Datos: Q180820